# تيد ألان ورث
تيد ألان ورث (بالإنجليزية: Ted Alan Worth)‏ هو عازف الأرغن أمريكي، ولد في 5 نوفمبر 1935، وتوفي في 27 ديسمبر 1998.